# 岡野高明
岡野 高明（おかの たかあき、1954年 - ）は、日本の医学者、精神科医。専門は精神薬理学、精神療法。博士（医学）。
パーソナリティ障害や発達障害の治療を精力的に行っている。日本におけるADD、ADHD研究の第一人者である。

## 来歴
- 1954年 - 福岡県小倉市に生まれる。早稲田大学法学部卒業。福島県立医科大学卒業
- 1989年 - 福島県立医科大学医学部神経精神医学講座入局
- 1990年 - 松村総合病院附属舞子浜病院医員。
- 1996年 - 福島県立医科大学医学部神経精神医学教室助手
- 2001年 - 福島県立医科大学医学部神経精神医学教室学内講師[1]。博士（医学）取得[2]
- 2004年 - 熊本大学医学部付属病院
- 2007年 - 長嶺南クリニック開院[4]
- 2011年 - 熊本心身医療クリニック開院[5]

現在熊本心身医療クリニック総院長。博士（医学）。精神保健指定医。

## 学会
- 日本青年期精神療法学会理事[1]
- ＮＰＯ法人 大人のＡＤＤ／ＡＤＨＤの会顧問[3]

## 著書

### 分担執筆
- 『精神科臨床ニューアプローチ 1 症候から見た精神医学』メジカルビュー社、2007年2月。ISBN 9784758302265。

### 共著
- 岡野高明、ニキ・リンコ『教えて私の「脳みそ」のかたち 大人になって自分のADHD、アスペルガー障害に気づく』花風社、2002年12月。ISBN 9784907725488。

## 関連人物
- 白橋宏一郎
- 市橋秀夫
- 星野仁彦
- ニキ・リンコ